# Rutherford County, North Carolina
Rutherford County är ett administrativt område i delstaten North Carolina, USA, med 67 810 invånare. Den administrativa huvudorten (county seat) är Rutherfordton. 

## Geografi
Enligt United States Census Bureau har countyt en total area på 1 466 km². 1461 km² av den arean är land och 5 km² är vatten. 

### Angränsande countyn
- McDowell County - norr
- Burke County - nord-nordost
- Cleveland County - öster
- Cherokee County, South Carolina - syd-sydöst
- Spartanburg County, South Carolina - syd-sydväst
- Polk County - sydväst
- Henderson County - väster
- Buncombe County - nordväst